# Pomnik 250. rocznicy zwycięstwa pod Wiedniem w Krakowie
Pomnik 250. rocznicy zwycięstwa pod Wiedniem – pomnik w formie kamienia pamiątkowego z tablicą znajdujący się w Krakowie w dzielnicy VII Zwierzyniec, na Błoniach, przy alei Ferdynanda Focha, poświęcony 250 rocznicy zwycięstwa pod Wiedniem.
Na wysokim na 3,5 metra złomie wapienia jurajskiego, umieszczona jest tablica z następującą inskrypcją:

„W MIEJSCU TEM ODEBRAŁ
PIERWSZY MARSZAŁEK POLSKI

DEFILADĘ 12 PUŁKÓW KAWALERII

W 250-TĄ ROCZNICE ZWYCIĘSTWA

KRÓLA JANA III SOBIESKIEGO

POD WIEDNIEM”

GŁAZ Z TĄ INSKRYPCJĄ

POSADOWIONY 12.V.1936 R. NA BŁONIACH

ZOSTAŁ ZNISZCZONY

PRZEZ OKUPANTÓW NIEMIECKICH

PONOWNIE UMIESZCZONY NA PODSTAWIE DECYZJI

RADY I ZARZĄDU

STOŁECZNEGO, KRÓLEWSKIEGO MIASTA KRAKOWA

11.XI.1999 R.